# Villarmayor
Villarmayor település Spanyolországban, Salamanca tartományban. Villarmayor Ledesma, Juzbado, Vega de Tirados, Golpejas, La Mata de Ledesma és Doñinos de Ledesma községekkel határos. Lakosainak száma 154 fő (2024).

## Népesség
A település népessége az elmúlt években az alábbi módon változott:
| Lakosok száma | 222  | 215  | 219  | 211  | 215  | 216  | 192  | 185  | 166  | 154  |
|               | 2001 | 2004 | 2007 | 2009 | 2012 | 2014 | 2017 | 2019 | 2022 | 2024 |